# Teoria producției
Teoria producției se ocupă cu studiul ofertei pe piața bunurilor. Pornind de la o funcție de producție care redă relația dintre factorii de input și cei de output, se cercetează de cât input e nevoie pentru producerea anumitor cantități de producție.